# Loch Alsh
Le loch Alsh, en gaélique écossais Loch Aillse, est un loch maritime d'Écosse, dans le Nord-Ouest du Royaume-Uni. Orienté est-ouest, il nait de la réunion des lochs Duich et Long dans les Highlands. Il est connecté à l'ouest à The Minch par l'intermédiaire du Détroit Intérieur et au sud à la mer des Hébrides, les deux étant séparés par l'île de Skye. La longueur du Loch est d'environ 12 kilomètres depuis le village de Kyle of Lochalsh qui se trouve sur ses rives à proximité de l'île de Skye, jusqu'à Ardelve.